# Montoro Superiore
Montoro Superiore és un antic municipi situat al territori de la província d'Avellino, a la regió de la Campània, (Itàlia).
Montoro Superiore limitava amb els municipis de Solofra, Calvanico, Contrada, Fisciano i Montoro Inferiore. El desembre de 2013 es va fusionar amb Montoro Inferiore, per crear el nou municipi de Montoro.